# 銘苅家
銘苅家（めかるけ）は、琉球王朝第二尚氏王統の始祖尚円王の叔父の末裔、銘苅氏の家門。

## 概要
銘苅家、銘苅氏は代々、琉球王朝時代に伊是名島の地頭職を務めた家柄。沖縄郡島尻郡伊是名村伊是名にある銘苅家住宅は1906年に再建され1977年に国の重要文化財に指定された。銘苅家18代目の当主が2001年収蔵品を含め村に無償で譲渡。
敷地約2000平方メートル、住宅約180平方メートル、古文書や収蔵品93点。赤がわらの家で、漆器など収蔵品は首里王府から支給されたもの。
那覇市歴史博物館に「伊是名銘苅家文書」等寄贈
伊平屋島玉御殿公事帳（同治9年）／伊平屋島玉御殿定手形／伊平屋島玉御殿清明御祭祭祀之時御三昧物拝調御盛合之仕様并御菓子腰掛（同治9年）／玉御殿道具帳（同治9年）／玉御殿御番屋并あむ加那志御殿御普請料賦書（同治10年）／玉御殿取調書（明治13年）